# Yoann Serra

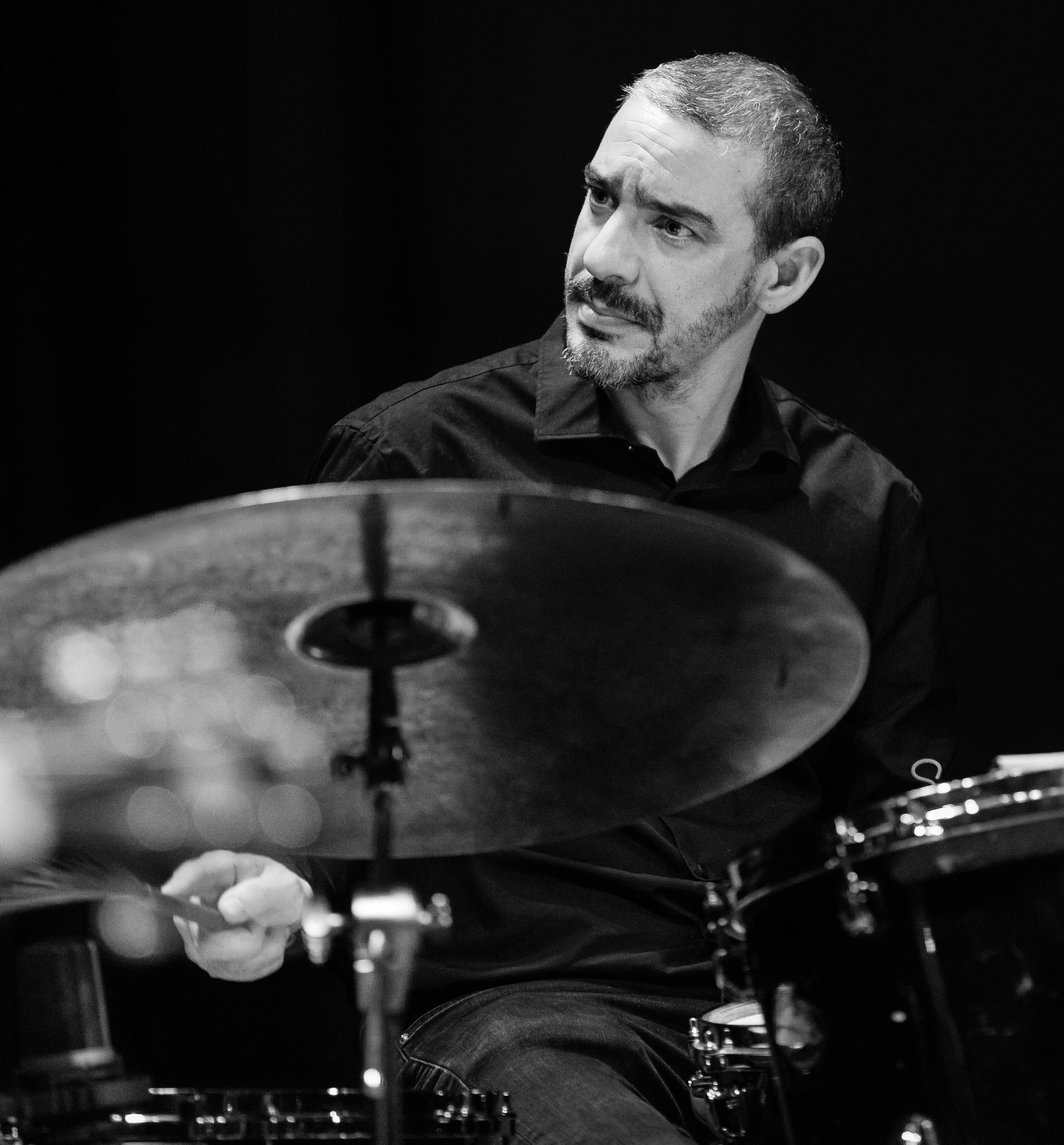
Yoann Serra (2025)

Yoann Serra (* 1979) ist ein französischer Jazzmusiker (Schlagzeug), der gleichermaßen in der Jazztradition wie der elektronischen Musik zuhause ist.

## Leben und Wirken
Serra, der in Nizza aufwuchs, erhielt ab dem Alter von sechs Jahren Instrumentalunterricht auf dem dortigen Konservatorium. Als Jugendlicher spielte er mit zentralen Musikern der Jazzszene von Nizza wie Jean-Marc Jafet und Gilbert Rovère und in der Gruppe MU. Mit Ray Gomez ging er auf Tournee, dann begleitete er den Trompeter François Chassagnite, mit dem er das Album Un poco loco (mit Fred D’Oelsnitz und Fabrice Bistoni) aufnahm. 1999 spielte er mit Francis Lassus, aber auch mit Francis Lockwood, Sorgo und Boris Blanchet. In den Folgejahren begleitete er Ted Curson, Shirley Bunnie Foy und Bobby Porcelli, beim Nice Jazz Festival auch die Sängerin Marcia Maria. Im Pacific Trio mit François Gallix und Fred D’Oelsnitz, das auch mit Nelson Veras auftrat, nahm er das Album Live at maïoun do Bebop auf und konzertierte bei den Nancy Jazz Pulsations.
2003 zog er nach Paris, wo er in den Jazzclubs an der Seite von Musikern wie Jean-Marc Jafet, Christian Escoudé oder Marcia Maria auftrat. Bald spielte er in den Gruppen von Laurent de Wilde, Emanuele Cisi, Lionel und Stéphane Belmondo, Sylvain Luc, Jean-Sebastien Simonoviez oder Steve Grossman. 2009 holte ihn Daniel Yvinec ins Orchestre National de Jazz, dem er bis 2013 angehörte und mit dem er Alben wie Around Robert Wyatt einspielte. Daneben spielte er bei Electric Epic von Guillaume Perret, mit dem er auf zahlreichen Festivals (etwa 2013 in Frankfurt) auftrat und in der Gruppe von Richard Manetti. Zudem gehörte er zum Trio von David Reinhardt und dem Quintett des Akkordeonisten Vincent Peirani, mit dem er nach dem SWR Jazz Meeting 2013 zahlreiche Konzerte in Deutschland spielte.

## Diskographische Hinweise
- Jean-Philippe Muvien Vive Les Jongleurs (Cristal Records 2003)
- NHX Non Harmonix (DTC 2003, mit Gaël Horellou, James Mac Gaw, Philippe Bussonnet)
- David Reinhardt Trio Colombe (Cristal Records 2011)
- Guillaume Perret & The Electric Epic (Tzadik 2012, mit Philippe Bussonet, Jim Grandcamp)
- Vincent Peirani Living Being (ACT 2014, mit Émile Parisien, Tony Paeleman, Julien Herné)